# 2018년 전국소년체육대회
제47회 전국소년체육대회는 2018년 5월 26일부터 5월 29일까지 대한민국 충청북도에서 열렸다.

## 개요
- 대회명칭 : 제47회 전국소년체육대회
- 개최기간 : 2018년 5월 26일 ~ 2018년 5월 29일
- 개최지 : 충청북도 (주개최지 : 충주시)
- 구호 : 몸도 튼튼, 마음도 튼튼, 나라도 튼튼
- 참가인원 : 17,000명
- 종별 : 초등부, 중등부
- 마스코트 : 생명이와 태양이

## 종목

### 정식종목
| - 검도 - 골프 - 궁도 - 근대3종 - 농구 - 럭비 - 레슬링 - 롤러 - 바둑 - 배구 | - 배드민턴 - 복싱 - 볼링 - 사격 - 사이클 - 소프트볼 - 수영 (경영, 다이빙, 수구) - 씨름 - 야구 - 양궁 | - 에어로빅 - 역도 - 요트 - 유도 - 육상 - 정구 - 조정 - 철인3종 - 체조 - 축구 | - 카누 - 탁구 - 태권도 - 테니스 - 펜싱 - 하키 - 핸드볼 |

## 경기장
| 종목     | 소재지           | 경기장                      | 종별                  | 세부종목 | 비고      |
| -------- | ---------------- | --------------------------- | --------------------- | -------- | --------- |
| 검도     | 괴산군           | 괴산문화체육관              | 전종별                |          |           |
| 골프     | 진천군           | 아트밸리CC                  | 전종별                |          |           |
| 근대3종  | 청주시           | 충북학생수영장              | 전종별                | 수영     |           |
| 근대3종  | 청주시           | 청주종합운동장              | 전종별                | 복합     | 육상/사격 |
| 근대3종  | 문경시(경상북도) | 국군체육부대승마장          | 전종별                | 승마     |           |
| 농구     | 청주시           | 신흥고 체육관               | 남자부                |          |           |
| 농구     | 청주시           | 청주체육관                  | 여자부                |          |           |
| 럭비     | 청주시           | 공군사관학교 성무종합경기장 | 전종별                |          |           |
| 레슬링   | 충주시           | 충주 호암제2체육관          | 전종별                |          |           |
| 롤러     | 청주시           | 충북학생롤러경기장          | 전종별                |          |           |
| 바둑     | 충주시           | 한국교통대 체육관           | 전종별                |          |           |
| 배구     | 제천시           | 제천 제일고 체육관          | 남자초등부            |          |           |
| 배구     | 제천시           | 대원대 민송체육관           | 남자중학부            |          |           |
| 배구     | 제천시           | 제천 남천초 체육관          | 여자초등부            |          |           |
| 배구     | 제천시           | 제천중 체육관               | 여자중학부            |          |           |
| 배드민턴 | 충주시           | 호암체육관                  | 전종별                |          |           |
| 복싱     | 음성군           | 음성체육관                  | 전종별                |          |           |
| 볼링     | 청주시           | 반도프라임볼링타운          | 전종별                |          |           |
| 사격     | 청주시           | 청주종합사격장              | 전종별                |          |           |
| 소프트볼 | 보은군           | 보은스포츠파크A야구장       | 전종별                |          |           |
| 수영     | 청주시           | 청주실내수영장              | 전종별                | 경영     |           |
| 수영     | 청주시           | 충북학생수영장              | 전종별                | 다이빙   |           |
| 스쿼시   | 청주시           | 청주스쿼시경기장            | 전종별                |          |           |
| 승마     | 과천시(경기도)   | 렛츠런파크                  | 전종별                |          |           |
| 씨름     | 증평군           | 증평종합스포츠센터          | 전종별                |          |           |
| 야구     | 청주시           | 세광고 야구장               | 초등부                |          |           |
| 야구     | 청주시           | 청주야구장                  | 중학부                |          |           |
| 양궁     | 청주시           | 김수녕양궁장                | 전종별                |          |           |
| 에어로빅 | 제천시           | 제천시어울림체육센터        | 전종별                |          |           |
| 역도     | 영동군           | 영동체육관                  | 전종별                |          |           |
| 요트     | 충주시           | 충주요트경기장              | 전종별                |          |           |
| 우슈쿵푸 | 옥천군           | 옥천체육센터                | 전종별                |          |           |
| 유도     | 청주시           | 청주유도회관                | 전종별                |          |           |
| 육상     | 충주시           | 충주종합운동장              | 전종별                |          | 호암동    |
| 자전거   | 음성군           | 음성종합운동장              | 전종별                | 트랙     |           |
| 정구     | 옥천군           | 옥천중앙공원테니스장        | 전종별                |          |           |
| 조정     | 충주시           | 충주탄금호국제조정경기장    | 전종별                |          |           |
| 철인3종  | 충주시           | 중원체육공원                | 전종별                |          |           |
| 체조     | 제천시           | 제천체육관                  | 전종별                | 기계체조 |           |
| 체조     | 제천시           | 제천시어울림체육센터        | 전종별                | 리듬체조 |           |
| 축구     | 충주시           | 수안보생활체육공원축구장    | 남자초등부/여자초등부 |          | A,B구장   |
| 축구     | 충주시           | 탄금대축구장A               | 남자중학부            |          |           |
| 축구     | 충주시           | 예성여고 축구장             | 여자중학부            |          |           |
| 카누     | 진천군           | 초평카누경기장              | 전종별                |          |           |
| 탁구     | 단양군           | 단양국민체육센터            | 전종별                |          |           |
| 태권도   | 충주시           | 충주실내체육관              | 전종별                |          |           |
| 테니스   | 충주시           | 탄금대 테니스장             | 전종별                |          |           |
| 펜싱     | 진천군           | 충북체고 체육관             | 전종별                |          |           |
| 하키     | 제천시           | 제천청풍명월하키장          | 전종별                |          | A,B구장   |
| 핸드볼   | 청주시           | 청주장애인스포츠센터        | 초등부                |          |           |
| 핸드볼   | 청주시           | 청주대석우문화체육관        | 중학부                |          |           |